# Lòfids
Els lòfids (Lophiidae) són una família de peixos teleostis de l'ordre Lophiiformes, a la qual pertany el rap.

## Gèneres
- Lophiodes Goode et Bean, 1896
- Lophiomus Gill, 1883
- Lophius Linnaeus, 1758
- Sladenia Regan, 1908